# Свети Никола (Стрезовце)
Вижте пояснителната страница за други значения на Свети Никола.
„Свети Никола“ (на македонска литературна норма: „Свети Никола“) е поствизантийска православна гробищна църква в кумановското село Стрезовце, североизточната част на Република Македония. Част е от Кумановско-Осоговската епархия на Македонската православна църква.
Църквата е гробищен храм, разположен в махалата Илиевци, на пътя за махалата Велковци. Църквата е изградена и изписана в 1606 година с помощта на презвитер Петър. В надписа е споменат и печкият патриарх Йоан Кантул. Представлява трикорабна базилика с трикорабен притвор с паднал свод с размери 22 m на 10 m и двускатен покрив. На изток завършва с полукръгла апсида. Изградена е на по-големите основи от стара църква. Живописта е частично запазена и в лошо състояние, като принадлежи на Линотопската художествена школа.